# Божидар (Великопольське воєводство)
Божидар (пол. Bożydar, нім. Langendorf) — село в Польщі, у гміні Занемишль Сьредського повіту Великопольського воєводства.
Населення — 85 осіб (2011).
У 1975-1998 роках село належало до Познанського воєводства.

## Демографія
Демографічна структура станом на 31 березня 2011 року:
|          | Загалом | Допрацездатний вік | Працездатний вік | Постпрацездатний вік |
| -------- | ------- | ------------------ | ---------------- | -------------------- |
| Чоловіки | 41      | 10                 | 27               | 4                    |
| Жінки    | 44      | 9                  | 26               | 9                    |
| Разом    | 85      | 19                 | 53               | 13                   |